# Világosság (folyóirat, 1960–)
Világosság a Tudományos és Ismeretterjesztő Társulat valláskritikai folyóirataként indult 1960-ban. Megjelenési hely: Budapest. 1970-1989 közt materialista világnézeti folyóiratként határozta meg magát. Főleg valláskritikai, filozófiai és ideológiai cikkeket közöl. Periodicitás: havonként (1960-2008), negyedévente 2009-től. ISSN 0505-5849 

## Szerkesztői
1960-tól Mátrai László, 1968-tól Lukács József, 1988-tól Papp Gábor szerkesztette. Jenlenlegi főszerkesztő Fábri György., szerkesztőbizottsági tagok: Czigler István, Fehér Márta (1942-), Fejős Zoltán, Granasztói György, Hunyady György, Kelemen János, Nyíri Kristóf, Varga Csaba.